# Dème de Kallídendro
Le dème de Kallídendro, en grec moderne : Δήμος Καλλιδένδρου / Dímos Kallídendrou, est un dème du district régional de Tríkala, en Thessalie, Grèce. Depuis  2010, il est fusionné au sein du dème de Tríkala.
Selon le recensement de 2011, la population du dème compte 2 183 habitants.